# Jakačina Mala
Jakačina Mala je naseljeno mjesto u Republici Hrvatskoj u sastavu općine Sibinj u Brodsko-posavskoj županiji.

## Zemljopis
Jakačina Mala se nalazi sjeverno od Sibinja na obroncima Dilj gore, susjedna naselja su Grižići na zapadu, Grgurevići na sjeveru te Sibinj na jugu

## Stanovništvo
Prema popisu stanovništva iz 2011. godine Jakačina Mala je imala 161 stanovnika, dok je 2001. godine imala 188 stanovnika, od čega 184 Hrvata. 
| broj stanovnika | 316   | 280   | 240   | 264   | 313   | 355   | 349   | 393   | 448   | 425   | 419   | 323   | 233   | 219   | 188   | 161   | 114   |
|                 | 1857. | 1869. | 1880. | 1890. | 1900. | 1910. | 1921. | 1931. | 1948. | 1953. | 1961. | 1971. | 1981. | 1991. | 2001. | 2011. | 2021. |